# Renegotiations: The Remixes
Renegotiations: The Remixes — мини-альбом группы Black Eyed Peas, выпущен в 2006 году, перед турне в защиту четвёртого альбома Monkey Business (2005), и является ремиксовым альбомом. На диске присутсутвуют песни из Monkey Business. Две песни из альбома остались альбомной версией. Black Eyed Peas специально приглашали знаменитых рэперов, чтобы получились качественные ремиксы.

## Список композиций
1. «Like That» (при участии Q-Tip, Talib Kweli, Cee-Lo Green и John Legend)
2. «Ba Bump» (Erick Sermon Remix)
3. «My Style» (DJ Premier Remix) (при участии Justin Timberlake)
4. «They Don’t Want Music» (Pete Rock Remix) (при участии James Brown)
5. «Feel It» (Jazzy Jeff Soulful Remix)
6. «Audio Delite At Low Fidelity»
7. «Disco Club» (Large Pro Peas Remix)

### Бонус-треки
- «Like That» music video  (только на iTunes)
- «Don't Phunk with My Heart»  (Chicago House Remix) (Chinese import)